# Sakura no Hanabiratachi 2008
Singles de AKB48
Romance, Irane
(2008) Baby ! Baby ! Baby !
(2008)
Sakura no Hanabiratachi 2008 (桜の花びらたち2008, , "Les Pétales de Cerisier 2008") est le 8e single "major" (le 10e en tout) du groupe d'idoles japonaises AKB48, sorti le 27 février 2008 au Japon sous le label DefStar.

## Présentation
La chanson-titre du single est une nouvelle version de celle du premier single indépendant du groupe sorti en 2006 : Sakura no Hanabiratachi. Elle est ré-enregistrée avec onze membres des Team B et K de AKB48, inexistantes lors du premier single, en plus des huit interprètes originales de la team A. Elle figurera sur l'album Set List: Greatest Songs Kanzenban.
Le single se classe dixième des charts hebdomadaire Oricon, comme la version précédente, et sort du Top-200 cinq semaines après, avec un total de 25 000 copies vendues. Le single sort également en deux versions limitées : "Type-A" (avec un DVD supplémentaire) et "Type-B" (avec un titre supplémentaire) ; l'édition limitée "Type-B" contient une piste supplémentaire avec la chanson-titre chantée dans hall d'une école.
Chaque single est accompagné aléatoirement d'un poster d'un des membres, obligeant alors les fans à acheter plusieurs fois le single afin de terminer la collection de 44 posters, pour obtenir alors une invitation à un événement spécial des AKB48. DefStar stoppa cette pratique peu de temps après son lancement, le nombre d'achats de singles étant trop élevés pour finaliser la collection.

## Membres participantes
- Team A : Tomomi Itano, Haruna Kojima, Atsuko Maeda, Minami Minegishi, Risa Narita, Mai Oshima, Mariko Shinoda, Minami Takahashi
- Team K : Sayaka Akimoto, Tomomi Kasai, Natsumi Matsubara, Sae Miyazawa, Yuko Oshima, Erena Ono
- Team B : Natsumi Hirajima, Yuki Kashiwagi, Ayaka Kikuchi, Aika Ōta, Mayu Watanabe

## Titres
CD single édition régulière et "Type-A"
Toutes les paroles sont écrites par Yasushi Akimoto.
| 1.    | Sakura no Hanabiratachi 2008 (Original Mix) (桜の花びらたち2008) | Hiroshi Uesugi / Nobuhiko Kashiwara | 5:20 |
| 2.    | Saigo no Seifuku (最後の制服 ; "Mon dernier uniforme")           | Shintaro Ito / Shintaro Ito         | 4:36 |
| 3.    | Sakura no Hanabiratachi (Original Mix) (Karaoke Version)         | Hiroshi Uesugi / Nobuhiko Kashiwara | 5:20 |
| 4.    | Saigo no Seifuku (Karaoke Version)                               | Shintaro Ito / Shintaro Ito         | 4:33 |
| 19:49 |                                                                  |                                     |      |

CD single édition limitée "Type-B"
Toutes les paroles sont écrites par Yasushi Akimoto.
| 1.    | Sakura no Hanabiratachi 2008 (Original Mix) (桜の花びらたち2008)     | Hiroshi Uesugi / Nobuhiko Kashiwara | 5:20 |
| 2.    | Saigo no Seifuku (最後の制服 ; "Mon dernier uniforme")               | Shintaro Ito / Shintaro Ito         | 4:36 |
| 3.    | Sakura no Hanabiratachi (Gakkō Mix) (桜の花びらたち2008（学校 Mix）) | Hiroshi Uesugi / Akiyuki Tateyama   | 5:31 |
| 4.    | Sakura no Hanabiratachi (Original Mix) (Karaoke Version)             | Hiroshi Uesugi / Nobuhiko Kashiwara | 5:20 |
| 5.    | Saigo no Seifuku (Karaoke Version)                                   | Shintaro Ito / Shintaro Ito         | 4:33 |
| 25:19 |                                                                      |                                     |      |